# José Manuel Zavalla
José Manuel Zavalla (San Juan, 1828 - Buenos Aires, 1906) fue un comerciante y político argentino, que ejerció dos veces como gobernador de la provincia de San Juan en los años 1860.

## Biografía
Hijo de María Justa Merlo y Pedro José Zavalla, cursó sus estudios primarios y secundarios en su ciudad natal y se dedicó al comercio. En sociedad con sus parientes Zacarías Merlo y Valentín Videla fue propietario de la tienda Las Cinco Naciones, dedicada a la importación de artículos desde Chile. Todos ellos se dedicaron también a la política, apoyando el dirigente local Domingo Faustino Sarmiento.
La renuncia de Sarmiento a la gobernación a principios de 1864 causó una crisis de gran alcance en la provincia, ya que no había otra figura tan prestigiosa que lo pudiera reemplazar. La breve gobernación de Santiago Lloveras no logró suficiente respaldo, y este renunció. Su sucesor, Saturnino de la Presilla, debió enfrentar una revolución en su contra, a la que derrotó, pero falleció inesperadamente a fines de julio. La Legislatura encargó la gobernación a José Manuel Zavalla, que anunció de inmediato la celebración de elecciones, en las que resultó elegido Camilo Rojo, a quien entregó el mando en el mes de octubre.
El gobierno de Rojo no resultó del agrado de los círculos dominantes en la provincia, y debió enfrentar también la oposición de los restos del antiguo Partido Federal. A fines de 1866 estalló en Mendoza la Revolución de los Colorados, y el coronel federal Juan de Dios Videla invadió la provincia, expulsando a Rojo y ocupando la gobernación. El triunfo de las tropas nacionales en la batalla de San Ignacio obligó a los federales a huir a Chile, y Rojo volvió a ocupar la gobernación, aunque absolutamente desprestigiado; el sector favorable al presidente Bartolomé Mitre, dirigido por Lloveras, lo obligó finalmente a renunciar, asumiendo este la gobernación. A continuación convocó a elecciones para gobernador, siendo elegido para el cargo José Manuel Zavalla.
Tuvo por ministros a Isidoro Albarracín y José E. Doncel; su actuación política fue relativamente limitada, y su obra más notable fue reforzar la defensa del norte de la provincia, amenazada por las últimas montoneras federales, dirigidas por Sebastián Elizondo, Santos Guayama y Severo Chumbita. Para ello reforzó la defensa de la villa de San José de Jáchal.
Las divisiones políticas no habían cesado, ni siquiera cuando el senador Sarmiento —a quien todos los grupos políticos consideraban su jefe— fue elegido presidente de la Nación. Y estallaron violentamente después de la epidemia de cólera que azotó la provincia en 1868, cuando fue necesario nombrar un senador para reemplazar a Sarmiento. El Club Libertad, dirigido por Zavalla, propuso para el cargo a Guillermo Rawson, quien había sido ministro del Interior del presidente Mitre. Por su parte, el Club del Pueblo dirigido por Zacarías Merlo, amigo personal y colaborador íntimo del presidente electo, propuso a Valentín Videla. Finalmente se optó por esperar la asunción del presidente Sarmiento y la renovación de la Legislatura, que tuvo lugar en 1869. El Club del Pueblo logró trece bancas frente a las doce del Club Libertad, de modo que pretendió imponer a Videla como senador. El gobernador, en cambio, se lanzó a perseguir a sus opositores, varios de los cuales fueron encarcelados, para dilatar la elección del senador, mientras la oposición conspiraba.
El presidente Sarmiento decidió intervenir en su provincia, con una intervención federal que encargó al jurista Luis Vélez, el cual no asumió la gobernación, sino que medió entre las partes para llegar a una conclusión pacífica, cosa que creyó lograr al cabo de dos semanas con la liberación de los detenidos. Pero apenas Vélez abandonó la provincia, el gobernador decidió la intervención del Poder Legislativo y ordenó la prisión de los líderes de la oposición. Furioso, Sarmiento declaró al gobernador Zavalla en rebeldía, y ordenó a las fuerzas militares nacionales ocupar la Legislatura y la Casa de Gobierno, además de liberar a los presos. La mayoría de la Legislatura se reunió y realizó el primer juicio político formal de la historia argentina, destituyendo a Zavalla a fines de marzo de 1869. En su lugar asumió el legislador opositor Ruperto Godoy.
Durante los años siguientes continuó como opositor a los gobernadores José María del Carril y Uladislao Frías, mostrándose como un ferviente partidario de Mitre. Su apoyo al gobernador Gómez Rufino le permitió ser elegido diputado nacional en el año 1874, ocupando ese cargo hasta 1878. Posteriormente fue gerente del Banco Hipotecario Nacional.
Falleció en Buenos Aires en febrero de 1906.